# Бадмінтон на літніх Олімпійських іграх 2020
Змагання з бадмінтону на літніх Олімпійських іграх 2020 у Токіо відбувалися з 24 липня по 2 серпня 2021 року. Загалом у п'яти дисциплінах брали участь 172 спортсмени (86 чоловіків і 86 жінок).

## Розклад
| П | Попередні змагання | В | 1/8 фіналу | ЧФ | Чвертьфінали | ПФ | Півфінали | Ф | Фінали |

| Дата                        | 24 лип | 24 лип | 25 лип | 25 лип | 26 лип | 26 лип | 27 лип | 27 лип | 28 лип | 28 лип | 29 лип | 29 лип | 30 лип | 30 лип | 31 лип | 31 лип | 1 сер | 1 сер | 2 сер | 2 сер |
| Дисципліна                  | Р      | В      | Р      | В      | Р      | В      | Р      | В      | Р      | В      | Р      | В      | Р      | Д      | Р      | В      | Д     | В     | Д     | В     |
| --------------------------- | ------ | ------ | ------ | ------ | ------ | ------ | ------ | ------ | ------ | ------ | ------ | ------ | ------ | ------ | ------ | ------ | ----- | ----- | ----- | ----- |
| одиночний розряд (чоловіки) | П      | П      | П      | П      | П      | П      | П      | П      |        | П      |        | В      |        |        | ЧФ     |        | ПФ    |       |       | Ф     |
| парний розряд (чоловіки)    | П      | П      | П      | П      | П      | П      | П      | П      |        |        | ЧФ     |        |        | ПФ     |        | Ф      |       |       |       |       |
| одиночний розряд (жінки)    | П      | П      | П      | П      | П      | П      | П      | П      | П      |        | В      |        | ЧФ     | ЧФ     |        | ПФ     |       | Ф     |       |       |
| парний розряд (жінки)       | П      | П      | П      | П      | П      | П      | П      | П      |        |        |        | ЧФ     |        |        | ПФ     |        |       |       | Ф     |       |
| змішаний парний розряд      | П      | П      | П      | П      | П      | П      |        |        | ЧФ     |        | ПФ     |        | Ф      | Ф      |        |        |       |       |       |       |

## Країни, що взяли участь
Нижче подано список країн, спортсмени яких візьмуть участь у змаганнях з бадмінтону.
- Австралія  (4)
- Австрія  (1)
- Азербайджан  (1)
- Бельгія  (1)
- Бразилія  (2)
- Болгарія  (3)
- Канада  (8)
- Китай  (14)
- Данія  (9)
- Єгипет  (3)
- Естонія  (2)
- Фінляндія  (1)
- Франція  (4)
- Німеччина  (5)
- Велика Британія  (7)
- Гватемала  (2)
- Гонконг  (4)
- Угорщина  (2)
- Індія  (4)
- Індонезія  (11)
- Іран  (1)
- Ірландія  (1)
- Ізраїль  (2)
- Японія  (13)  господарка
- Малайзія  (8)
- Мальдіви  (1)
- Мальта  (1)
- Маврикій  (1)
- Мексика  (2)
- М'янма  (1)
- Нідерланди  (4)
- Нігерія  (3)
- Пакистан  (1)
- Перу  (1)
- Збірна біженців  (1)
- Росія  (4)
- Сінгапур  (2)
- Словаччина  (1)
- Південна Корея  (10)
- Іспанія  (2)
- Шрі-Ланка  (1)
- Швеція  (1)
- Швейцарія  (1)
- Китайський Тайбей  (5)
- Таїланд  (7)
- Туреччина  (1)
- Україна  (2)
- США  (4)
- В'єтнам  (2)

## Медальний залік

### Таблиця медалей
*   Країна-господарка ( Японія)
| Місце               | NOC                     | Золото | Срібло | Бронза | Загалом |
| ------------------- | ----------------------- | ------ | ------ | ------ | ------- |
| 1                   | Китай (CHN)             | 2      | 4      | 0      | 6       |
| 2                   | Китайський Тайбей (TPE) | 1      | 1      | 0      | 2       |
| 3                   | Індонезія (INA)         | 1      | 0      | 1      | 2       |
| 4                   | Данія (DEN)             | 1      | 0      | 0      | 1       |
| 5                   | Індія (IND)             | 0      | 0      | 1      | 1       |
| 5                   | Малайзія (MAS)          | 0      | 0      | 1      | 1       |
| 5                   | Південна Корея (KOR)    | 0      | 0      | 1      | 1       |
| 5                   | Японія (JPN)*           | 0      | 0      | 1      | 1       |
| Загалом (8 збірних) | Загалом (8 збірних)     | 5      | 5      | 5      | 15      |

### Медалісти
| Одиночний розряд (чоловіки) | Віктор Аксельсен (DEN)                     | Чень Лун (CHN)                     | Ентоні Сінісука Ґінтінґ (INA)              |  |  |  |
| Парний розряд (чоловіки)    | Китайський Тайбей (TPE) Лі Ян Ван Чі-лінь  | Китай (CHN) Лі Цзюньхуей Лю Юйчень | Малайзія (MAS) Аарон Чіа Со Уй Їк          |  |  |  |
|                             |                                            |                                    |                                            |  |  |  |
| Одиночний розряд (жінки)    | Китай (CHN) Чень Юйфей                     | Китайський Тайбей (TPE) Дай Цзи-ін | Індія (IND) Пусарла Венката Сінду          |  |  |  |
| Парний розряд (жінки)       | Індонезія (INA) Ґрейся Полії Апріяні Рахаю | Китай (CHN) Чень Цинчень Цзя Іфань | Південна Корея (KOR) Кім Со Йон Гун Хі Йон |  |  |  |
|                             |                                            |                                    |                                            |  |  |  |
| змішаний парний розряд      | Китай (CHN) Ван Їлюй Хуан Дунпін           | Китай (CHN) Чжен Сівей Хуан Яцион  | Японія (JPN) Юта Ватанабе Аріса Хіґасіно   |  |  |  |